# Chichestergebergte
Chichester is een gebergte in de regio Pilbara in West-Australië.

## Geschiedenis
De oorspronkelijke bewoners van het gebergte zijn de Bailgu Aborigines van de Yinjibarndi-dialectgroep.
De streek werd op 6 juni 1861 door de ontdekkingsreiziger Francis Thomas Gregory naar de toenmalige Britse onderstaatssecretaris voor de koloniën, Chichester Fortescue, vernoemd.

## Geografie
Het Chichestergebergte ligt in de regio Pilbara in West-Australië. Het gebergte vangt vrij abrupt aan, vanop de Roeburn-kustvlakte, en bestaat uit cuesta's, rollende heuvels, gekartelde bergtoppen, kloven en meanderende rivieren omzoomd door bomen. Het wordt best beschreven als een cuesta met een hoogte van 350 meter met een plateau erachter dat langzaam in zuidelijke richting glooit tot het in het Hamersleygebergte overgaat. De steile cuesta wordt gekarakteriseerd door een mengeling van basalt en granofier.
Het hoogste punt van het gebergte is Mount Herbert. Mount Herbert is 367 meter hoog.

## Geologie
Het Chichestergebergte ligt over het Pilbara-kraton. Het bestaat voornamelijk uit zandsteen, stollingsgesteente en banded iron formation.
Het ligt aan de oorsprong van twee stroomgebieden, het Fortescue Basin en het Port Hedland Coast Basin. Het Port Hedland Coast Basin bestaat uit de stroomgebieden van zes rivieren waaronder de Harding, Sherlock, Yule en de Shaw.
Nabij Mount Herbert en op de noordelijke flanken van het Chichestergebergte zijn fossielen van stromatolieten gevonden. Ze behoren tot de oudste stromatolieten ter wereld, zijn tot 3,48 miljard jaar oud en trekken de aandacht van internationale onderzoekers. Ze zijn belangrijk voor het bestuderen van de evolutie van het leven. Geologen maken er ook gebruik van om de ouderdom van gesteenten te bepalen.

## Toerisme
Aan de voet van Mount Herbert ligt een parkeerplaats vanwaar men te voet naar de top kan wandelen. De wandeling duurt ongeveer 45 minuten en biedt een panoramisch uitzicht over het gebergte.
De Chichester Range Camel Trail is een 8 kilometer lange wandeling die begint aan de voet van Mount Herbert. Het wandelpad gaat door de rollende heuvels met Spinifex en grote termietenheuvels, langs McKenzie Spring, tot aan de Python Pool.
Het gebergte maakt deel uit van het nationaal park Millstream-Chichester.